# Raymonde de Laroche
Raymonde de Laroche, pseudonimo di Élise Roche (Parigi, 22 agosto 1882 – Le Crotoy, 18 luglio 1919), è stata un'aviatrice e attrice teatrale francese.
È ricordata tra i pionieri dell'aviazione per essere stata la prima donna ad ottenere un brevetto di volo, l'8 marzo 1910.

## Primi anni
Élise Roche, nata il 22 agosto 1882 a Parigi, era figlia di un idraulico e crebbe in un ambiente piuttosto umile. Già appassionata di sport da bambina, sviluppò un forte interesse per le automobili e le motociclette man mano che cresceva. Quando, ormai una giovane donna, iniziò a lavorare come attrice, adottò lo pseudonimo di Raymonde de Laroche, con il quale continuò a essere conosciuta anche dopo aver abbandonato il teatro. Attratta verso il volo dalle dimostrazioni che Wilbur Wright effettuò a Parigi nel 1908, la giovane divenne in breve amica di diversi aviatori francesi e decise di iniziare lei stessa a volare. Tra le amicizie maschili che strinse nel campo dell'aviazione si ricorda in particolare quella con Léon Delagrange: fu forse da lui che Raymonde ebbe suo figlio André.

## La carriera di aviatrice

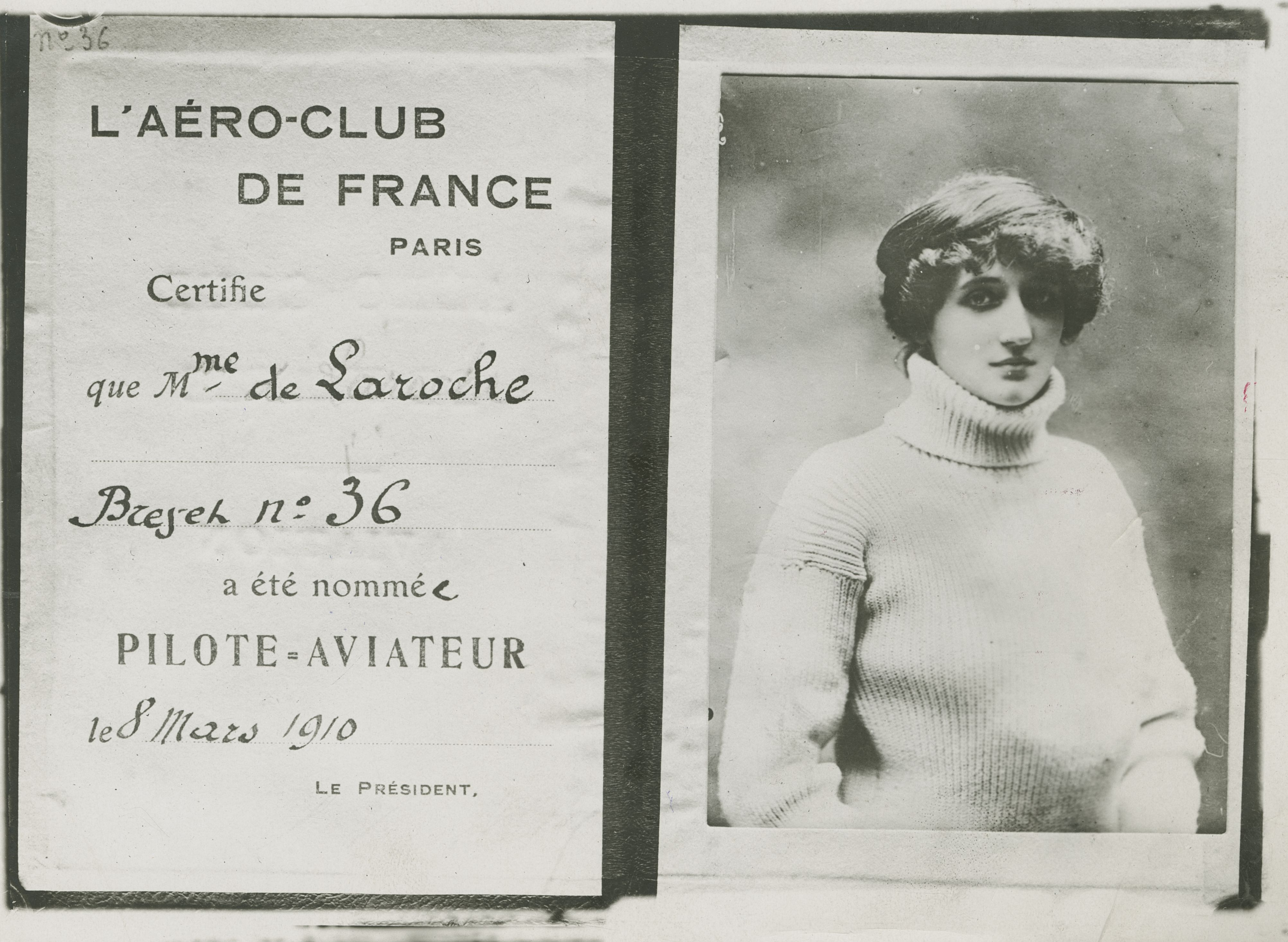
Patente aeronautica di Raymonde de Laroche

Fu nell'ottobre del 1909, nel corso di una cena, che Raymonde de Laroche si rivolse a un altro suo amico, l'aviatore e costruttore di aeroplani Charles Voisin, perché le insegnasse a pilotare.
Raymonde si recò a Châlons, 140 chilometri a est di Parigi, dove i fratelli Voisin (Charles e Gabriel) avevano il loro campo d'aviazione: lì ricevette da Charles le prime lezioni di volo. Il biplano Voisin su cui Raymonde imparò a volare era un monoposto, e non era in grado di sollevare più di una persona, quindi lei sedeva ai comandi mentre Voisin le dava istruzioni da terra. Dopo che ebbe imparato a rullare al suolo con una certa disinvoltura, il 22 ottobre 1909 eseguì il suo primo decollo, compì un breve volo e atterrò dopo aver percorso circa 270 metri. Questo suo volo non fu comunque il primo compiuto da una donna: la prima donna a volare su un aeroplano era stata, a quanto risulta, una certa Mademoiselle Van Pottelsberghe che nel maggio del 1908 si era alzata in volo come passeggero a bordo di un aereo pilotato da Henri Farman; la prima donna a pilotare un aereo invece era stata l'artista e aviatrice Thérèse Peltier, anch'essa introdotta nel mondo dell'aviazione da Delagrange, che aveva eseguito da sola una serie di voli nella seconda metà di quello stesso 1908, pur senza ottenere un regolare brevetto.

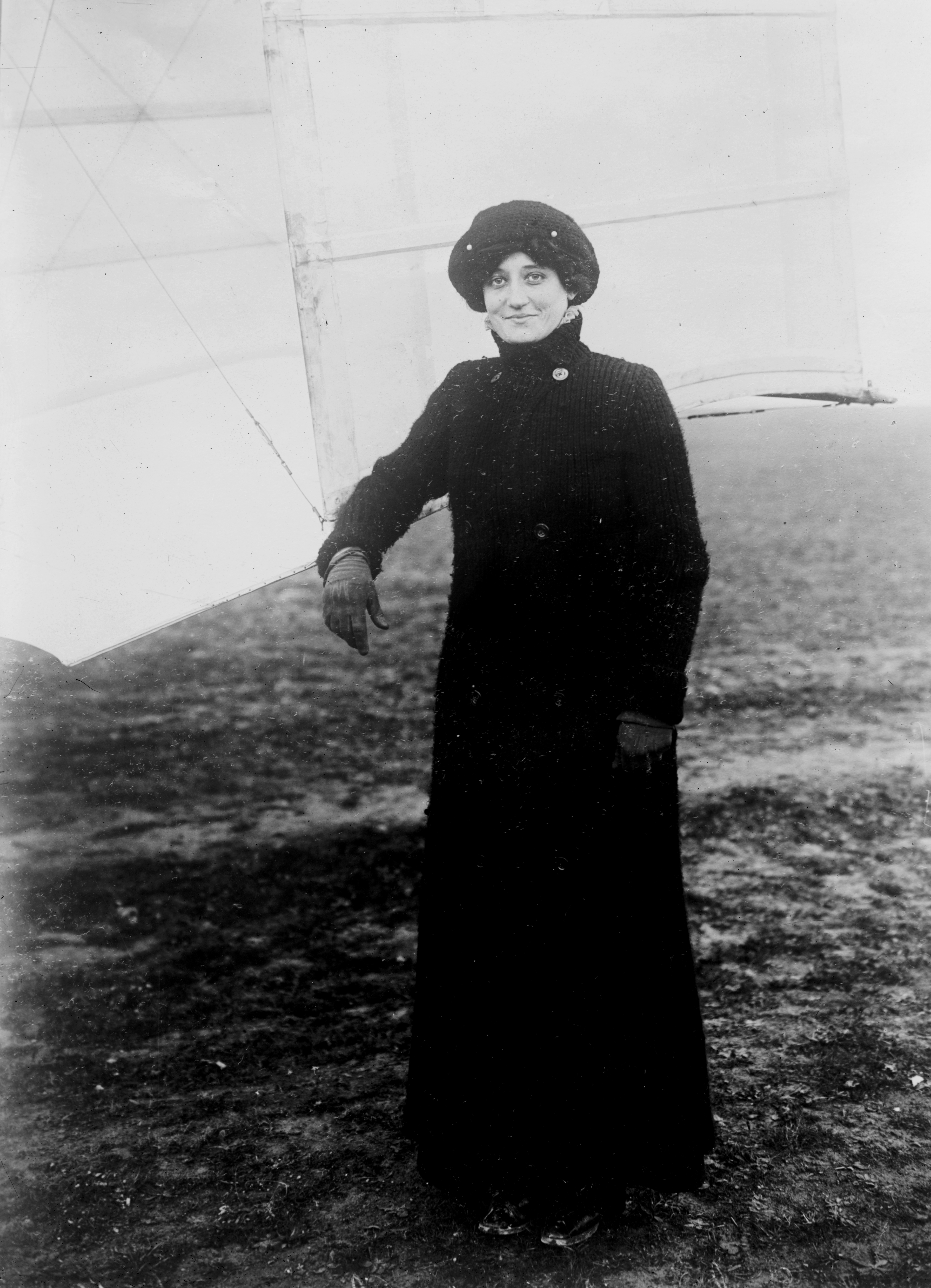
Raymonde de Laroche in posa davanti al suo aereo nell'agosto 1909.

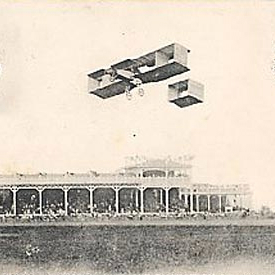
Il biplano Voisin di de Laroche in volo al meeting di Reims nel luglio 1910.

Esistono comunque versioni diverse, riportate da diverse fonti, della storia del primo volo di Raymonde. Decenni dopo la sua morte, il giornalista specializzato in aviazione Harry Harper scrisse che prima del suo primo volo in solitaria, il 22 ottobre 1909, de Laroche non aveva mai volato in vita sua, se non una singola volta come passeggero per un tratto brevissimo; Harper aggiungeva che la prima volta che prese in mano i comandi avrebbe dovuto limitarsi a impratichirsi del rullaggio, e che Charles Voisin le aveva espressamente proibito di decollare. Tuttavia, dopo aver condotto l'aereo due volte attraverso il campo che fungeva da aeroporto, Raymonde sarebbe decollata, ignorando le istruzioni ricevute, e si sarebbe alzata «di 3 o 4 metri e più» gestendo i controlli dell'aereo con «fredda, rapida precisione». Questa versione sembrerebbe avvalorata da una testimonianza di Gabriel Voisin, che in un'occasione scrisse riferendosi a de Laroche che suo fratello «[...] era completamente sotto il suo controllo».
Tuttavia probabilmente i fatti si svolsero in modo meno romanzesco. La rivista Flight, già il 30 ottobre di quello stesso 1909, scriveva infatti: «Per qualche tempo la baronessa ha preso lezioni da M. Château, l'istruttore dei Voisin, a Châlons, e il venerdì della scorsa settimana ha preso in mano il volante per la prima volta. Questo primo viaggio aereo è stato molto breve, e la terra ferma è stata riguadagnata dopo un volo di 300 yarde [270 metri].» E aggiungeva: «Il giorno successivo il terreno di Châlons è stato sorvolato in circolo per due volte, e le virate sono state compiute con grande maestria. Durante questo volo di circa 4 miglia [6 chilometri] ha soffiato un forte vento a raffiche, ma la baronessa ha dichiarato che dopo le prime due virate esso ha smesso di darle fastidio, poiché aveva l'aereo completamente sotto controllo». Fu Flight ad attribuire per primo a de Laroche il titolo di "baronessa".
Nel gennaio 1910, appena dieci settimane dopo aver volato per la prima volta, de Laroche ebbe anche il suo primo incidente: nel corso di un atterraggio colpì con la coda del suo aereo un albero sul bordo del campo di volo, e il velivolo precipitò. Raymonde se la cavò con una clavicola fratturata e una commozione cerebrale. Si riprese in fretta, e partì per l'Egitto prima ancora di essere completamente guarita. A Eliopoli, presso Il Cairo, partecipò al salone aeronautico con il gruppo dei Voisin, senza che l'incidente avesse cambiato il suo atteggiamento rispetto al volo.
Di ritorno in Francia, l'8 marzo 1910 (nel giorno in cui, a partire dall'anno successivo, sarebbe stata celebrata la giornata internazionale della donna) Raymonde de Laroche divenne la prima donna al mondo a ricevere un brevetto di volo: l'Aéro-Club de France le consegnò la licenza numero 36, il trentaseiesimo brevetto in assoluto emesso della Fédération Aéronautique Internationale (FAI).
Dopo aver conseguito la licenza, Raymonde de Laroche partecipò a molti dei meeting aeronautici che in quel periodo si moltiplicavano in tutte le parti d'Europa e anche fuori dal continente: a San Pietroburgo, a Budapest, a Rouen. In Russia volò di fronte allo zar Nicola II, il quale volle congratularsi con lei personalmente; venne di nuovo presentata come "baronessa" de Laroche, e da allora in poi il titolo cominciò ad essere associato al suo nome sempre più spesso.
Nel luglio 1910 Raymonde partecipò anche al secondo meeting di Reims, un prestigioso salone aeronautico di una settimana (il primo si era tenuto un anno prima, nell'estate del 1909). L'8 luglio però il suo aereo si schiantò al suolo e Raymonde riportò numerose fratture. Per un po' sembrò possibile che non si sarebbe più ripresa, e invece nel giro di due anni guarì completamente e ritornò a volare. Ben presto però, il 26 settembre 1912, lei e Charles Voisin furono nuovamente coinvolti in un grave incidente, questa volta automobilistico: Voisin rimase ucciso e de Laroche fu gravemente ferita.
Raymonde tornò a volare ancora una volta, e il 25 novembre 1913 vinse la Coppa Femina, un premio di 2 000 franchi messo in palio da Pierre Lafitte, l'editore del giornale Femina, per la prima donna che fosse stata in grado di compiere un volo di 4 ore. Nel volo con cui si aggiudicò la vittoria de Laroche percorse ben 323 chilometri prima di essere costretta ad atterrare a causa di un guasto meccanico.
Durante la prima guerra mondiale, tutti i piloti di sesso femminile furono costretti a rimanere a terra, perché volare era considerato troppo pericoloso per le donne; Raymonde de Laroche servì allora come autista per l'esercito, facendo da spola tra la linea del fronte e le retrovie a beneficio degli ufficiali francesi.
Nel giugno 1919, a guerra finita, tornò a volare su aerei molto più avanzati di quelli del periodo prebellico. A bordo di un piccolo biplano Caudron G.3 iniziò a specializzarsi nei voli d'alta quota, e il 17 giugno batté il record femminile di altitudine raggiungendo i 3 900 metri. Questo record venne migliorato molto presto dall'aviatrice statunitense Ruth Law, che toccò i 4 270 metri: allora Raymonde fece un nuovo tentativo, e riconquistò il primato alzandosi a 4 800 metri di quota.

## Morte ed eredità
Nel luglio 1919 de Laroche, che tra le altre cose aveva delle notevoli competenze tecniche, si recò al campo di volo di Le Crotoy, nella Somme, per l'addestramento finalizzato a diventare la prima pilota collaudatrice della storia. Il 18 luglio decollò a bordo di un aeroplano sperimentale (forse un Caudron) insieme al collaudatore Barrault, non è chiaro se come copilota o come semplice passeggero. Durante l'atterraggio, il velivolo andò fuori controllo, picchiò e si schiantò al suolo: Raymonde de Laroche morì sul colpo, e Barrault sull'ambulanza che lo stava portando all'ospedale.
Una statua commemora Raymonde all'aeroporto di Le Bourget, a Parigi.
Tra il 6 e il 12 marzo 2010, per celebrare il centennale del primo brevetto di volo a una donna, donne pilota di otto paesi hanno impiegato aeroplani di venti tipi diversi per stabilire un nuovo record mondiale: in una settimana 225 tra donne, ragazze e bambine hanno ricevuto una lezione di pilotaggio introduttiva da un pilota donna.